# Jean-Pierre Victor Faliès

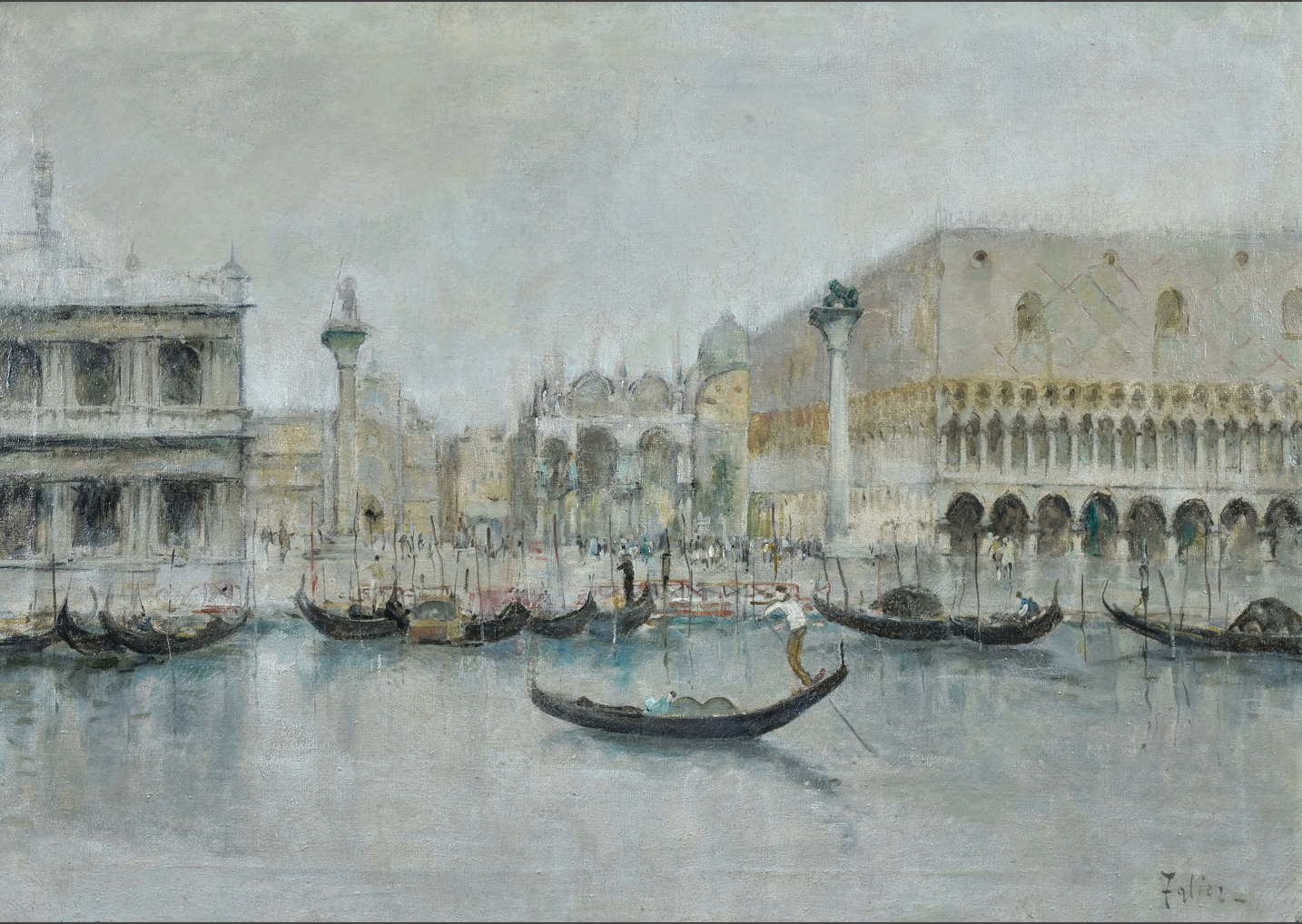
Jean-Pierre Victor Faliès: Venise, la jetée (grise)

Jean-Pierre Victor Faliès (* 12. Januar 1849 in Montpellier; † 18. März 1901 ebenda) war ein französischer Maler.

## Leben
Jean-Pierre Victor Faliès wurde 1849 als Sohn von Louis Faliès in Montpellier im Département Hérault geboren. Er wurde Schüler des Historienmalers, Radierers und Bildhauers Jean-Joseph Bonaventure Laurens, entdeckte aber während seiner Ausbildung die Genre- und Landschaftsmalerei für sich.
Ab 1868 war Faliès Mitglied im Cercle Maguelone und stellte in den Salons von Béziers, Narbonne, Castres und Toulouse erste Bilder aus. Später wurden sogar einzelne Werke für die Ausstellung im Pariser Salon angenommen.
Im Jahr 1873 trat er der Societe artistique de l’Hérault bei, 1895 dann auch der Societe des beaux arts de Montpellier.
Der überwiegende Teil seiner Gemälde zeigt Landschaften in der unmittelbaren Umgebung seiner Heimatstadt Montpellier. Da Faliès diese zumeist im Frühling und Sommer erstellte, wurde er auch als Peintre du Printemps bezeichnet.
Seine impressionistische Pinselführung und die außergewöhnliche Art und Weise, wie er auf seinen Bildern den Himmel ausführte, fanden besondere Beachtung.

## Werke (Auswahl)
- La Place de la Comédie (Musee de Montpellier), um 1880, Öl auf Holz
- Le Champs de Course, Caen (Privatsammlung), um 1880/1890, 31,5 cm × 45 cm, Öl auf Papier, aufgezogen auf eine Hartfaserplatte
- Le Havre (Privatsammlung), um 1890, 38 cm × 27,5 cm, Aquarell